# Zdravotnická záchranná služba Libereckého kraje
Zdravotnická záchranná služba Libereckého kraje, příspěvková organizace (ZZS LK) je příspěvková organizace a provozovatel zdravotnické záchranné služby v Libereckém kraji. Hlavní náplní činnosti organizace je zajišťování odborné přednemocniční neodkladné péče (PNP) na území Libereckého kraje podle zákona č. 374/2011 Sb., o zdravotnické záchranné službě. Přednemocniční neodkladná péče je zajišťována na území o rozloze 3 163 km² pro téměř 450 000 obyvatel. V oblasti Libereckého kraje je k dispozici 30 výjezdových skupin a jedna skupina letecké záchranné služby rozmístěných na 14 výjezdových základnách.

## Historie

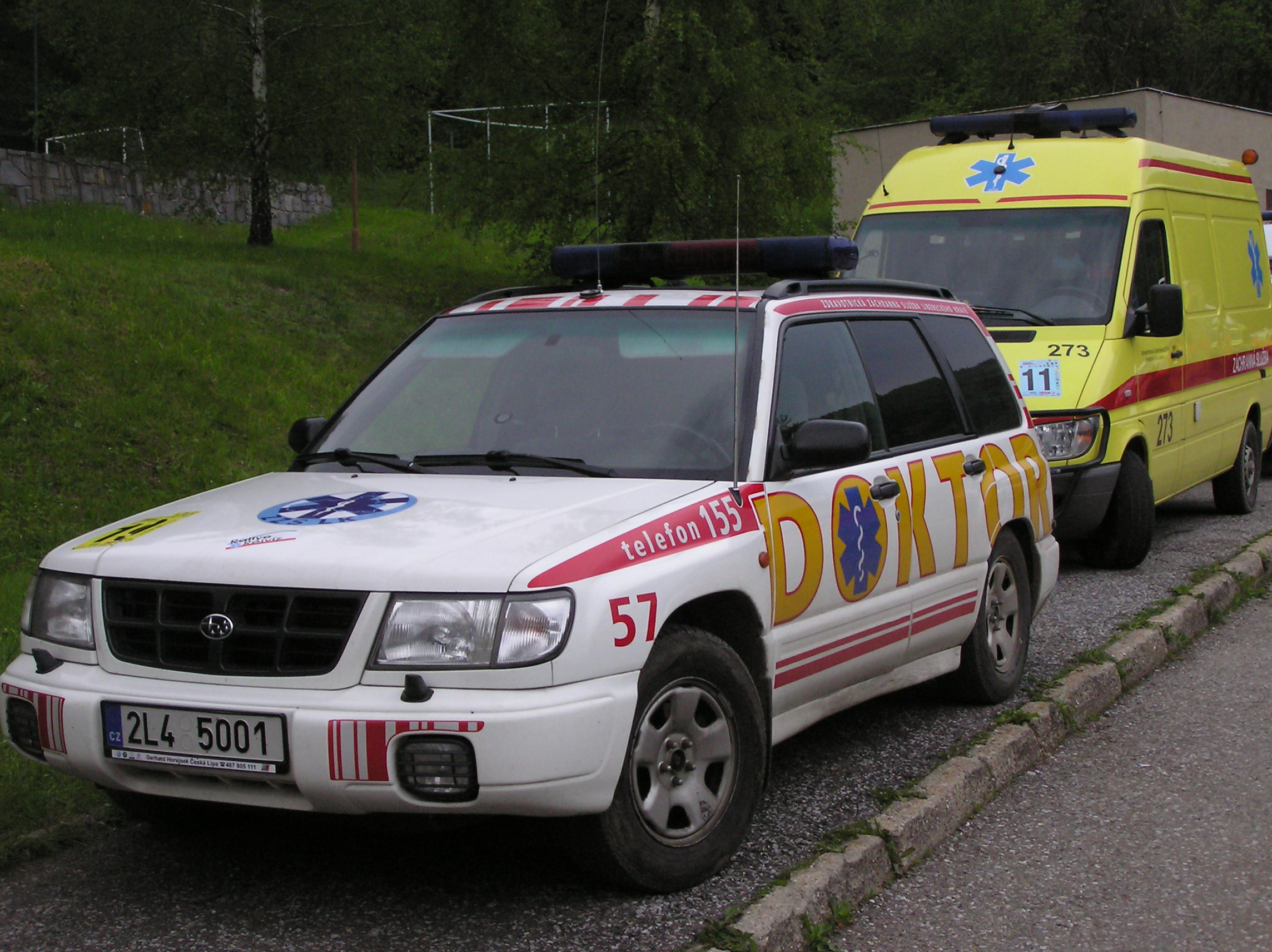
Subaru Forester sloužil v minulosti pro výjezdy v režimu rychlá lékařská pomoc v systému Rendez-Vous

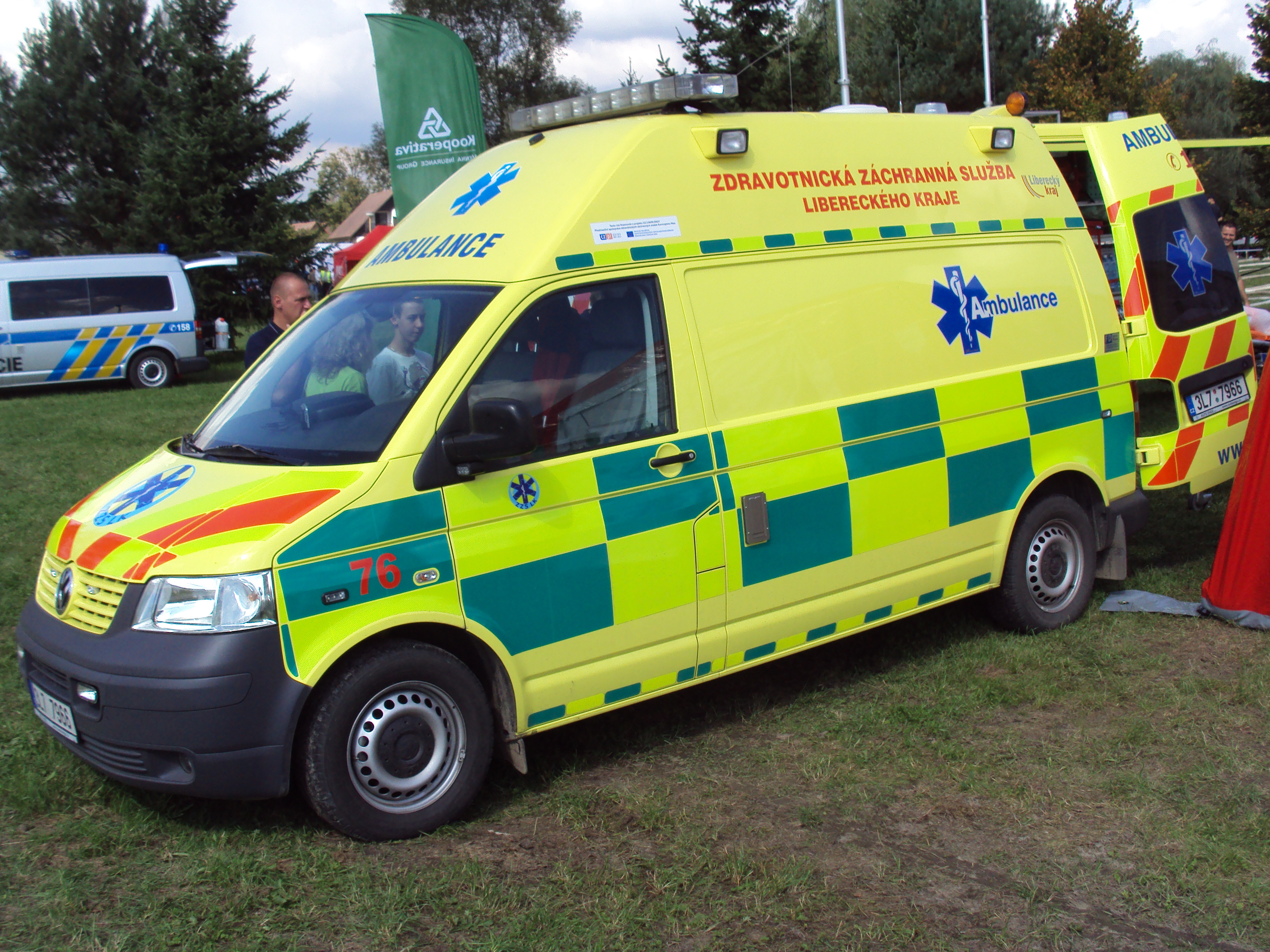
Vozidlo Volkswagen Transporter T5 pro výjezdy v režimu rychlá zdravotnická pomoc

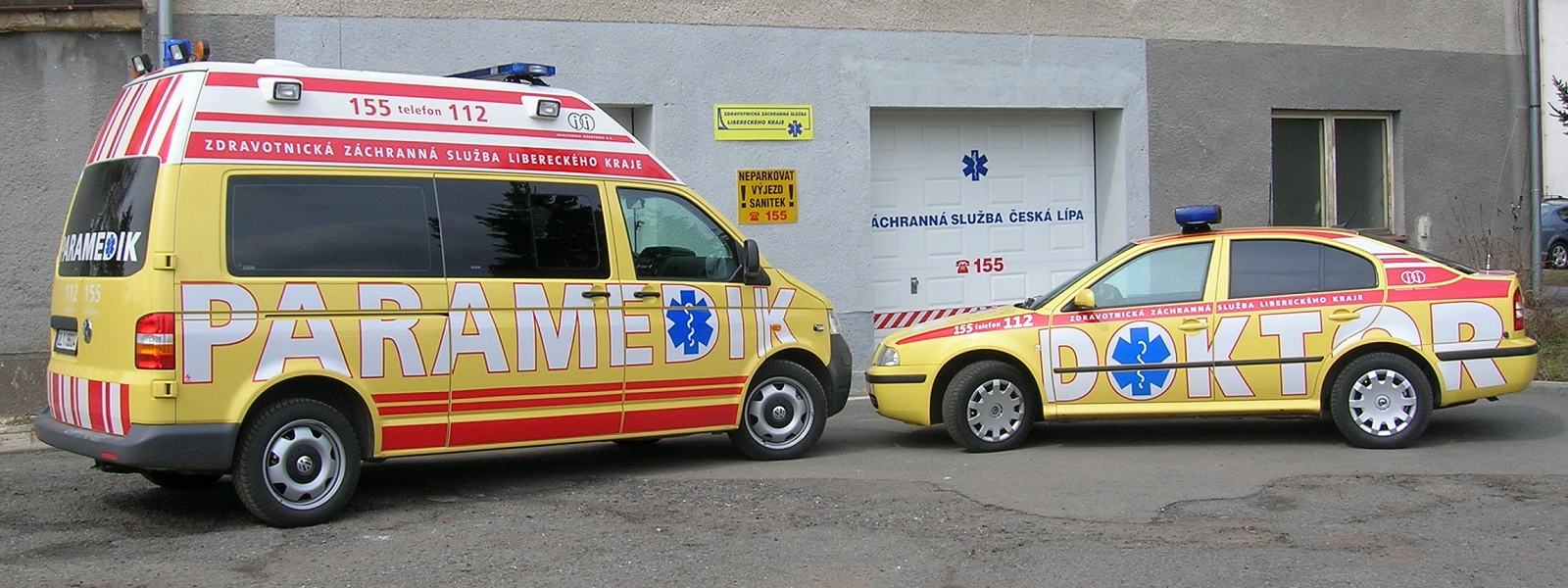
Vozidla pro výjezdy v režimech rychlá zdravotnická pomoc a rychlá lékařská pomoc v systému Rendez-Vous

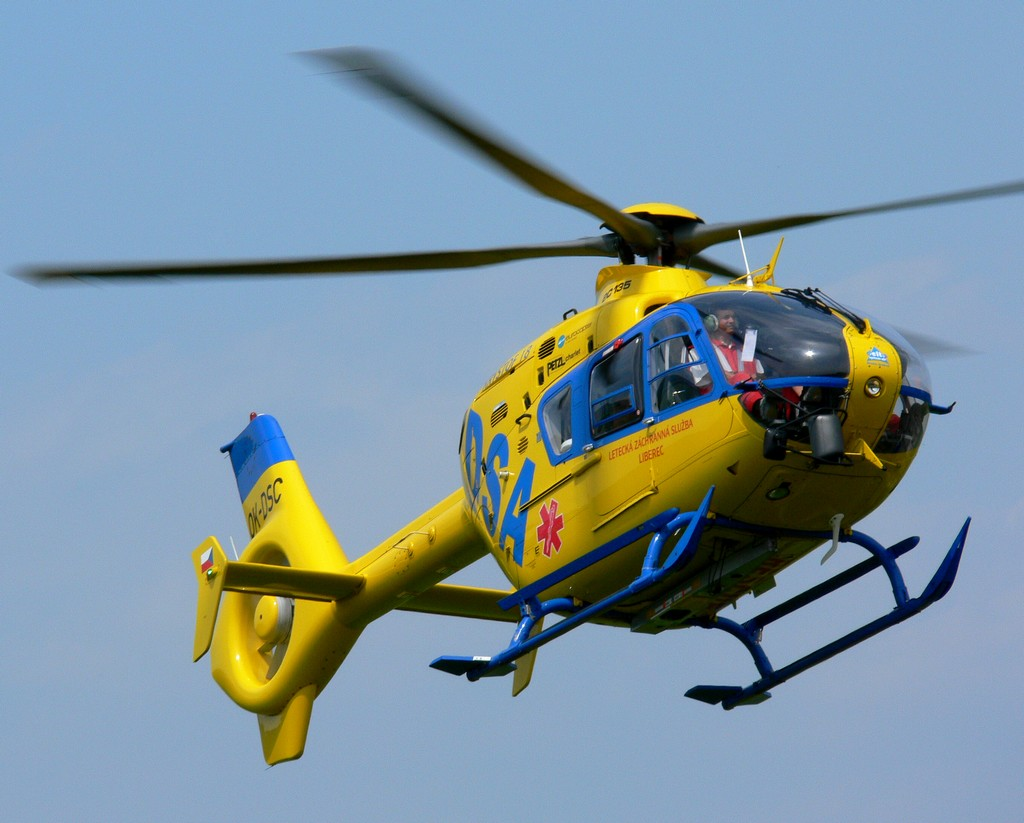
Vrtulník Eurocopter EC 135 T2 jako Kryštof 18

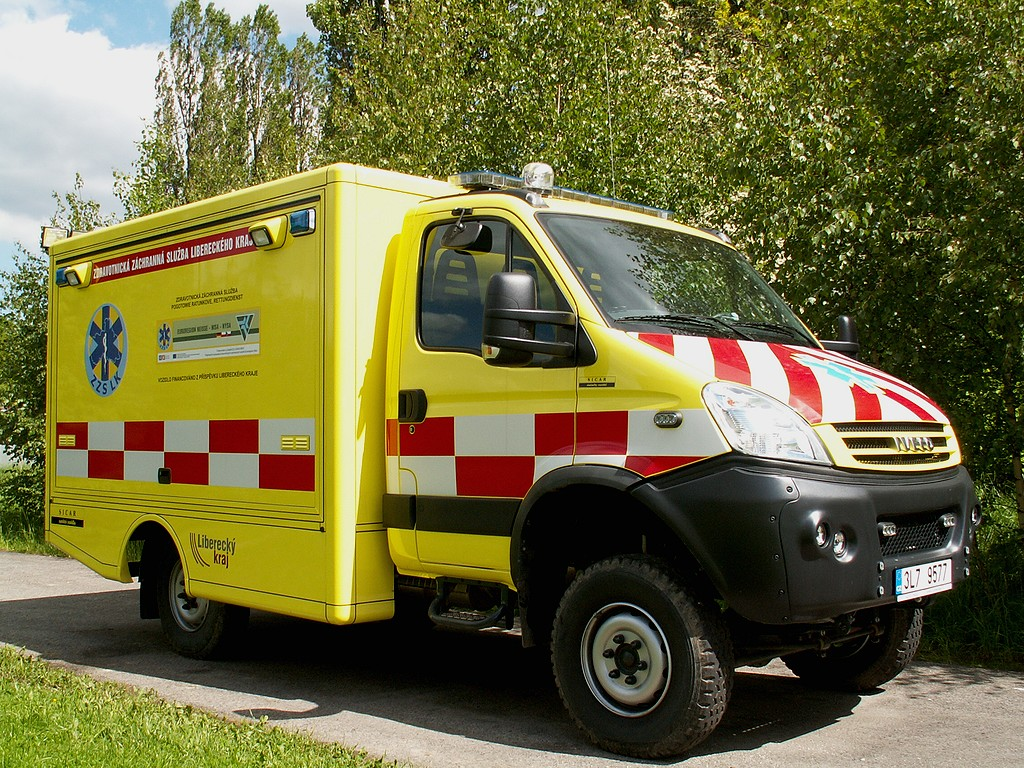
Iveco Daily slouží jako vozidlo zajišťující materiální pomoc při hromadných neštěstích

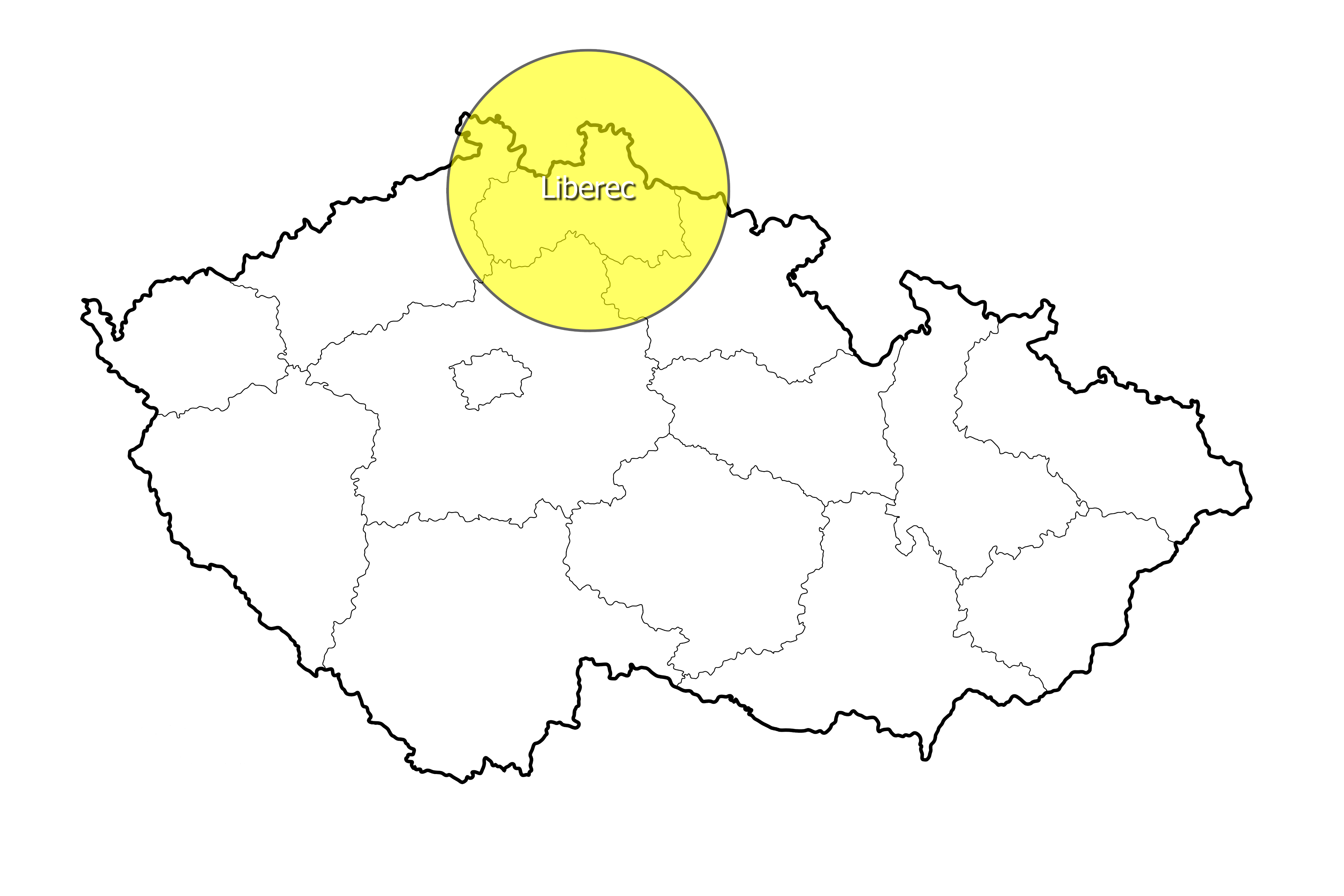
Poloha stanice a akční rádius vrtulníku Kryštof 18

Zdravotnická záchranná služba Libereckého kraje vznikla 1. října 2003. K 31. prosinci 2002 zanikly okresní úřady a došlo ke sloučení čtyř záchranných služeb okresů Liberec, Semily, Česká Lípa a Jablonec nad Nisou. Všechny výjezdové základny i jednotlivé dispečinky byly sloučeny pod jednu organizaci. V letech 2009–2011 probíhal projekt zaměřený na přeshraniční spolupráci záchranných služeb v rámci Euroregionu Nisa.

## Organizační struktura
Liberecký kraj je pro potřeby záchranné služby rozčleněn do čtyř územních odborů, které čítají dohromady 14 výjezdových základen. Nejvyšší počet výjezdových základen se nachází v územním odboru Liberec. Hranice územních odborů respektují víceméně hranice okresů.

## Zdravotnické operační středisko
Krajské zdravotnické operační středisko zahájilo činnost 1. ledna 2007. Vzniklo sloučením bývalých okresních dispečinků v okresech Liberec, Semily, Česká Lípa a Jablonec nad Nisou. Úkolem krajského operačního střediska je koordinovat činnost všech výjezdových skupin v Libereckém kraji. Na konci roku 2013 bylo oznámeno, že v budoucnu dojde ke stavebním úpravám a celkové modernizaci stávajícího zdravotnického operačního střediska.
V červenci 2011 zasáhl zdravotnické operační středisko Zdravotnické záchranné služby Libereckého kraje kulový blesk. Operační středisko bylo dočasně vyřazeno z provozu, nicméně provoz záchranné služby nebyl omezen. Tísňová volání se dočasně řešila přes mobilní telefony.

## Výjezdové skupiny
Na území celého kraje je k dispozici v nepřetržitém 24hodinovém provozu celkem 30 výjezdových skupin a vzletová skupina letecké záchranné služby, jejichž počet se mění s pracovní a noční dobou. V mimopracovní dobu a v nočních hodinách je počet výjezdových skupin snížen. Výjezdové skupiny pracují v režimech rychlá zdravotnická pomoc ve složení řidič-záchranář a zdravotnický záchranář a rychlá lékařská pomoc v systému Rendez-Vous s lékařem v osobním automobile. Na území Libereckého je využíván celoplošně pouze víceúrovňový setkávací systém neboli systém Rendez-Vous.

## Výjezdové základny
Liberecký kraj je pokryt sítí 14 výjezdových základen, jejichž organizace je taková, aby byla přednemocniční neodkladná péče zajištěna do 20 minut od přijetí tísňové výzvy. Nejvíce výjezdových základen je umístěno v oblasti územního odboru Liberec.
V polovině roku 2013 došlo k přestěhování výjezdové základny z Tanvaldu do bývalé hasičské zbrojnice ve Velkých Hamrech. K přestěhování došlo z důvodu nevyhovujících podmínek na základně v Tanvaldě. Vzhledem k tomu, že jsou od sebe obě místa vzdálena přibližně tři kilometry, nedojde prakticky k žádnému prodloužení dojezdových časů. Původní plán počítal se vznikem nové budovy výjezdové základny v Tanvaldě, tento plán však nebyl realizován.

### Přehled výjezdových základen
| Územní odbor       | Výjezdová základna       | Poznámka |
| Liberec            | Liberec, Husova ul.      |          |
| Liberec            | Liberec, Partyzánská ul. | LZS      |
| Liberec            | Hrádek nad Nisou         |          |
| Liberec            | Frýdlant                 |          |
| Liberec            | Český Dub                |          |
| Semily             | Turnov                   |          |
| Semily             | Semily                   |          |
| Semily             | Jilemnice                |          |
| Jablonec nad Nisou | Jablonec nad Nisou       |          |
| Jablonec nad Nisou | Velké Hamry              |          |
| Jablonec nad Nisou | Rokytnice nad Jizerou    |          |
| Česká Lípa         | Česká Lípa               |          |
| Česká Lípa         | Jablonné v Podještědí    |          |
| Česká Lípa         | Doksy                    |          |

## Letecká záchranná služba
Provoz letecké záchranné služby (LZS) byl v Liberci zahájen v roce 1992. Zdravotnickou část osádky letecké záchranné služby zajišťuje Zdravotnická záchranná služba Libereckého kraje, ostatní provozní pracovníky včetně pilotů zajišťuje společnost DSA. Ta je také provozovatelem samotného vrtulníku, v současnosti moderního stroje Eurocopter EC 135 T2. Volacím znakem vrtulníku je Kryštof 18. Provoz letecké záchranné služby je limitován východem a západem slunce.

## Galerie

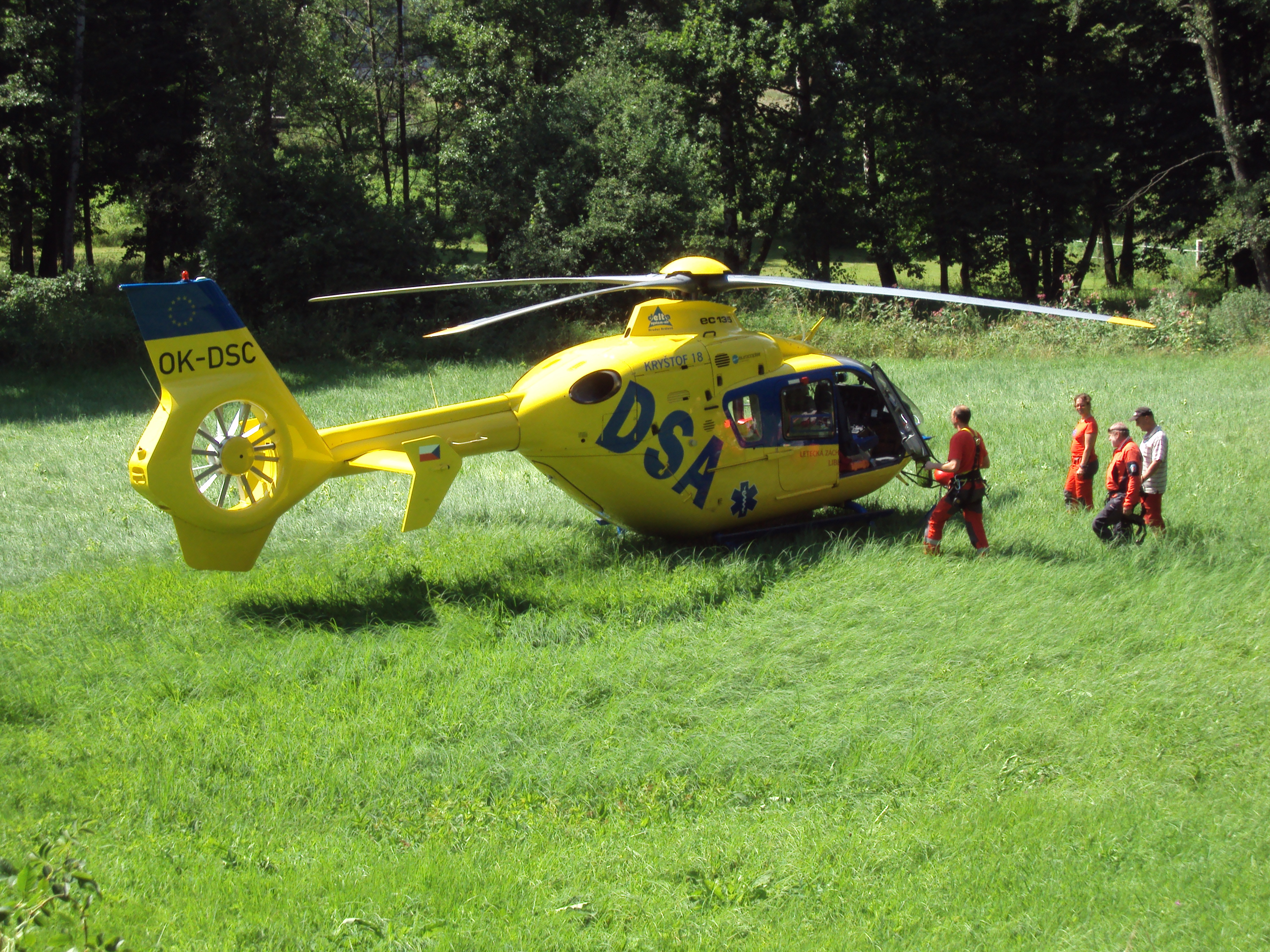
Vrtulník letecké záchranné služby při zásahu poblíž Zákup
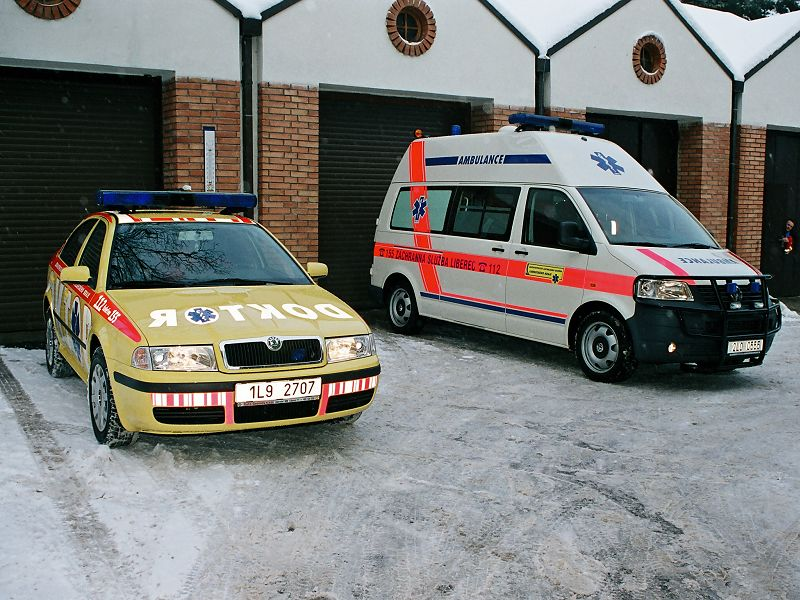
Sanitní vozidla Škoda Octavia a Volkswagen Transporter T5
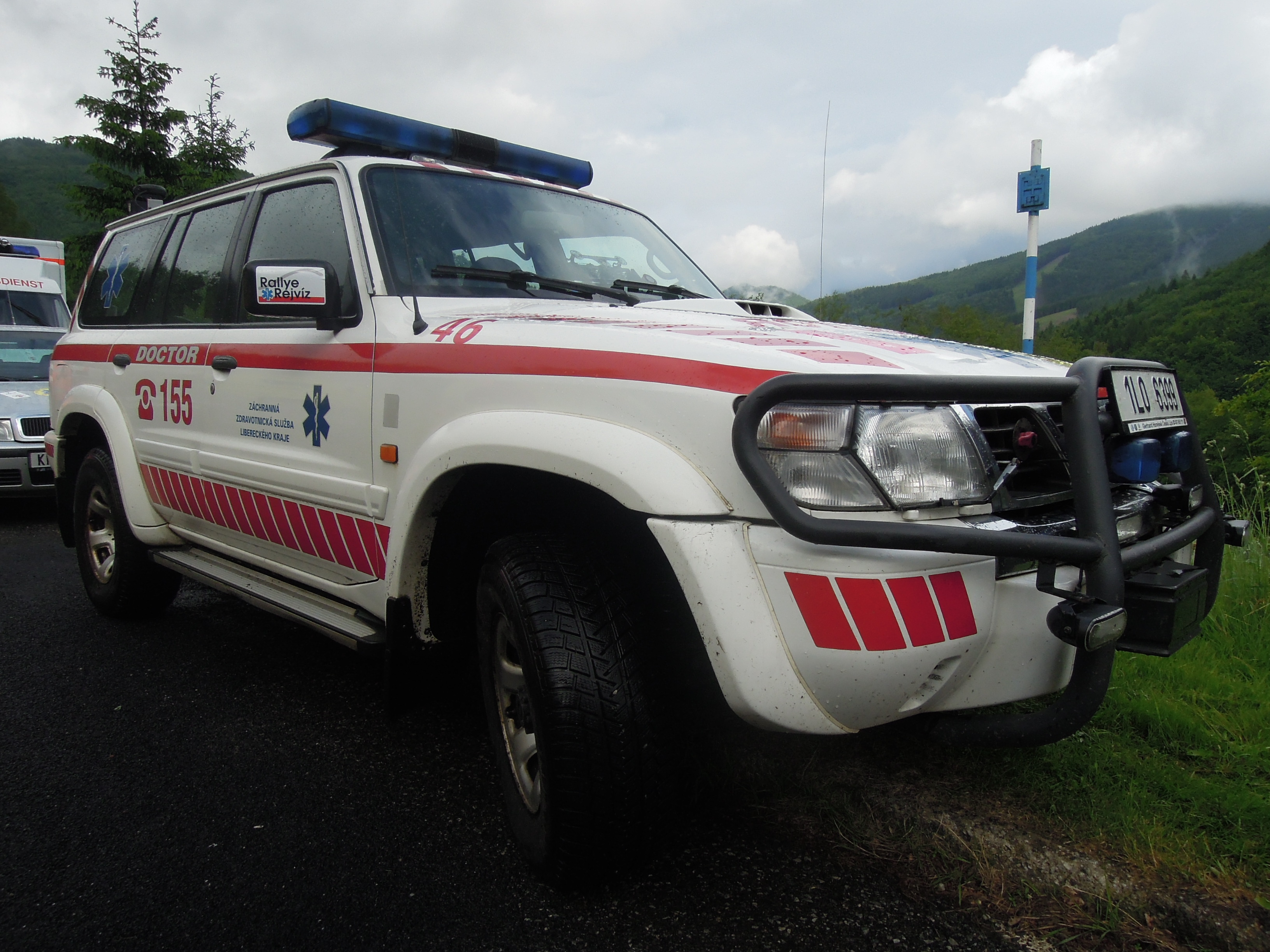
Vozidlo Zdravotnické záchranné služby Libereckého kraje sloužilo v minulosti pro výjezdy v režimu Rendez-Vous